# Муки (Изернија)
Муки је насеље у Италији у округу Изернија, региону Молизе.
Према процени из 2011. у насељу је живело 16 становника. Насеље се налази на надморској висини од 652 м.